# Gabonpalmlijster
De Gabonpalmlijster (Cichladusa ruficauda) is een zangvogel uit de familie Muscicapidae (vliegenvangers).

## Verspreiding en leefgebied
Deze soort komt voor van zuidelijk Gabon tot de Angolese kust en noordelijk Namibië.